# Michiwa Kuduchi
Michiwa Kuduchi (tiếng Nhật: 道輪口説, Michiwa kuduchi, Đạo luân khẩu thuyết) là một bài dân ca Lưu Cầu của tỉnh Okinawa, Nhật Bản. Tên gọi chính thức là "Michiwa Kuduchi". Khi bài hát kèm theo điệu nhảy thì được gọi là "Aki no Odori" (秋の踊り). 
Aki no Odori tương đối trẻ hơn hầu hết các bản dân ca Lưu Cầu, đó là lý do tại sao lời bài hát của nó bằng tiếng Nhật chứ không phải bằng một trong các nhóm ngôn ngữ Lưu Cầu. 

## Lời bài hát
| Romaji | Kanji |
| --- | --- |
| Sora mo nagatsuki hajimegoro kaya yomo no momiji wo. Someru shigure ni nurete ojika no na ku mo sabishiki ori ni tsugekuru. Kari no hatsune ni kokoro utarete tomo ni uchitsure. Izuru nohara no kikyo karukaya hagi no nishiki wo. Kitemo miyoto ya maneku obana no sode ni yukaze. Fuku mo mi ni shimu yu-hi irie no ama no onoko ya.a Sao no shizuku ni sode wo nurashite namiji haruka ni. Oki ni kogi ide tsuki wa higashi no yama no ko no ma ni imazo ho no me ku. | 空も長月はじめ頃かや 四方のもみじを。 そめる時雨にぬれて牡鹿のなくもさびしき 折りにつげ来る。 雁の初音に心うかれてともにうちつれ。 出づる野原の桔梗苅萱 萩の錦を。 きても見よとや招く尾花が 袖の夕風。 吹くも身にしむ夕日入江の海士のおのこや。 棹のしずくに袖をぬらして 波路はるかに。 沖に漕ぎ出で月は東の山の木の間に今ぞほのめく。 |